# ولینگتون (نوادا)
ولینگتون، نوادا (به انگلیسی: Wellington, Nevada) یک سکونتگاه مسکونی در ایالات متحده آمریکا است که در شهرستان لایون، نوادا واقع شده‌است.

## خصوصیات
ولینگتون   ۱٬۴۷۴٫۰۳ متر بالاتر از سطح دریا واقع شده‌است.